# 倉掛響
倉掛 響（くらかけ ひびき、2002年7月23日 - ）は、日本の陸上競技選手。元宮崎県5000m高校記録保持者。福岡県出身。東京国際大学人間社会学部スポーツ科学科卒業。駅伝部に所属していた。専門種目は、長距離走。

## 経歴
筑前町立夜須中学校、宮崎県立小林高等学校出身。

### 高校時代（小林高校）

#### 高校3年次（2020年度）
- 2020年10月17日に開催された、宮崎県長距離記録会(5000m)で、14分02秒80の自己ベストをマーク。この記録は、宮崎県高校新記録となった[3]。
- 2020年12月20日に開催された、第71回全国高校駅伝に、3区で出場し、区間6位の成績を収めた。

### 大学時代（東京国際大学）

#### 大学1年次（2021年度）
- 2021年11月13日・14日に開催された、第292回日本体育大学長距離競技会に第3組で出場し、29分56秒51の自己ベストをマークした[4]。

- 2021年11月13日に開催された、激坂最速王決定戦にエントリーした[5]。

- 2021年12月10日に第98回箱根駅伝のチームエントリーが発表され、チームエントリー16名の中に選出された[6]。
- 2021年12月29日に第98回箱根駅伝の区間エントリーが発表され、5区にエントリーされた[6]。
- 2022年1月2日に開催された、第98回箱根駅伝に、往路・5区で出場し、区間14位の成績を収めた[6]。
- 2022年3月13日に開催された、第25回日本学生ハーフマラソン選手権大会に出場し、194位となった。なお、これが自身初のハーフマラソン出場となった[7]。

#### 大学2年次（2022年度）
- 2022年4月2日に開催された、第18回関東私学六大学対校陸上競技選手権大会対校の部の、3000m決勝に出場し、11位となった。なお、この際記録した8分16秒03が3000mの自身最高記録となった[8]。
- 2022年10月12日、同年11月6日に開催予定の第54回全日本大学駅伝のチームエントリーが発表され、そのメンバー入りを果たした[9]。

#### 大学3年次（2023年度）
- 大学三大駅伝の出走はなく、チームも第100回箱根駅伝予選会で敗退したが全日本大学駅伝では8位に入りシード権を獲得した。

## 人物
- 好きなタレント・有名人は、莉子[1]、トカチャフ・サワ[10][11]。
- 箱根駅伝を「夢の舞台」と表現している[1][11]。
- 箱根駅伝の希望区間は5区[1]。
- 自分にキャッチコピーをつけるなら、「負けたらリスタート！」[10]。
- 自分の性格を一言で表すと、「熱血」[10]。
- 特技は、健康食を作ること[10]。
- 人からはよく、「モンチッチ」と言われる[11]。
- 勝負飯は、大福[11]。

## 戦績・記録

### 大会成績
| 年   | 大会                                       | 種目（区間）   | 順位  | 記録          | 備考     |
| ---- | ------------------------------------------ | -------------- | ----- | ------------- | -------- |
| 2022 | 日本体育大学長距離競技会                   | 5000m          | 26位  | 14分22秒88    |          |
| 2022 | 第18回関東私学六大学対校陸上競技選手権大会 | 3000m          | 11位  | 8分16秒03     | 自己新   |
| 2022 | 第25回日本学生ハーフマラソン選手権大会     | ハーフマラソン | 194位 | 1時間05分53   | 初ハーフ |
| 2022 | 第98回東京箱根間往復大学駅伝競走           | (5区)          | 14位  | 1時間13分58秒 |          |
| 2021 | 日本体育大学長距離競技会 3組               | 10000m         | 5位   | 29分56秒51    |          |
| 2020 | 全国高校駅伝                               | (3区)          | 6位   | 23分54秒      |          |
| 2020 | 宮崎県高校駅伝                             | (3区)          | 1位   | 23分03秒      |          |
| 2020 | 宮崎県長距離記録会 1組                     | 5000m          | 1位   | 14分02秒80    | 県高校新 |
| 2020 | ⻑崎陸協ナイター記録会 5組                 | 5000m          | 4位   | 14分20秒93    |          |
| 2020 | 宮崎県高校総体陸上代替大会 3組             | 5000m          | 1位   | 14分14秒84    |          |
| 2020 | 都道府県対抗駅伝                           | (4区)          | 13位  | 14分23秒      |          |
| 2019 | 全九州地区高校駅伝                         | (3区)          | 3位   | 24分50秒      |          |

### 大学三大駅伝戦績
| 学年               | 出雲駅伝                 | 全日本大学駅伝           | 箱根駅伝                          |
| ------------------ | ------------------------ | ------------------------ | --------------------------------- |
| 1年生 （2021年度） | 第33回 ー － ー 出走なし | 第53回 ー － ー 出走なし | 第98回 5区-区間14位 1時間13分58秒 |
| 2年生 （2022年度） | 第34回 ー － ー 出走なし | 第54回 ー － ー 出走なし | 第99回 ー － ー 出走なし          |
| 3年生 （2023年度） | 第35回 不出場            | 第55回 ー － ー 出走なし | 第100回 不出場                    |
| 4年生 （2024年度） | 第36回 不出場            | 第56回 ー － ー 出走なし | 第101回 ー － ー 出走なし         |

## 自己ベスト
- 3000m - 8分16秒03（2022年）
- 5000m - 14分02秒80（2020年）
- 10000m - 29分56秒51（2021年）
- ハーフマラソン - 1時間05分53秒（2022年）